# 伊藤康臣
伊藤 康臣（いとう やすおみ、1967年3月4日 - ）は、元俳優。

## 出演

### 映画
- 「桃尻娘 プロポーズ大作戦」（1978年）
- 「子育てごっこ」孝政役（1979年）
- 「暗室」夏枝の弟役（1983年）
- 「ときめき海岸物語」星野役（1984年）
- 「月の夜・星の朝」松本一史役（1984年）
- 「BE FREE!」小溝亘役（1986年）
- 「卒業プルーフ」志方善幸役（1987年）

### テレビ
- 「ミュージック・ボンボン」ちびドラ劇場（1979年、日本テレビ）
- 暴れん坊将軍シリーズ（テレビ朝日）
  - 吉宗評判記 暴れん坊将軍 第152話「将軍と馬泥棒とガキ大将」（1981年）三吉 役
  - 暴れん坊将軍II 第73話「暴走! 哀しき愚連隊」（1983年）千太郎 役
- 「ポーラテレビ小説　佐吉 役（1974年 - 1975年、TBS）
- 「パパは独身」第16話（1976年 - 1977年、TBS）
- 「スパイダーマン」（1978年 - 1979年、東京12チャンネル）
- 「土曜ナナハン学園危機一髪」十一才のハートにすべり込め（1980年、フジテレビ）
- 「男!あばれはっちゃく」（1980年 - 1981年、テレビ朝日）
- 「サンキュー先生」小池信夫役（1980年 - 1981年、テレビ朝日）
- 「家族ゲーム」沼田茂之役（1982年、テレビ朝日）
- 「月曜ワイド劇場女が会社へ行きたくない朝」岩崎宏役（1983年、テレビ朝日）
- 「若き血に燃ゆる〜福沢諭吉と明治の群像」奥平壱岐役（1984年、テレビ東京）
- 「時をかける少女」浅倉吾朗役（1985年、フジテレビ）
- 「ねらわれた学園」学（まなぶ）役（1987年、フジテレビ）

### 舞台
- 「ご存知丹下左膳」（1976年、新宿コマ劇場）
- 「芸能生活30周年記念美空ひばり特別公演　愛は悲しく」（1976年、帝国劇場）